# Podmoky (Vysočina)
Podmoky é uma comuna checa localizada na região de Vysočina, distrito de Havlíčkův Brod.